# Екатерининская улица (Пермь)
Екатери́нинская у́лица — улица в историческом центре города Перми. Прежнее название — Большевистская. Расположена между улицами Парковая и Локомотивная. Пролегает через весь центр Перми, является одной из наиболее оживленных в городе.

## История
На первых планах города Перми обозначена как односторонняя 1-я линия — Редутская. Затем была названа Екатерининской в честь императрицы Екатерины II. Название связано с тем, что именно Екатерина II 20 ноября (1 декабря) 1780 года подписала указ о создании Пермского наместничества в составе двух областей — Пермской и Екатеринбургской, и учреждении губернского города Пермь.
В дореволюционные времена улица состояла из двухэтажных каменных и деревянных домов, где жили в основном служащие. Центральная часть улицы была более престижной, а окраина у вокзала Пермь II занималась чиновниками рангом пониже. На улице никогда не было изобилия магазинов и лавок, зато здесь находились важные административные учреждения: Дом губернского правления, типография и дом губернатора, один из домов первой пожарной части. Кроме того, здесь был возведён ряд значимых религиозных сооружений, сохраняющихся и в настоящее время: лютеранская кирха, синагога и Вознесенско-Феодосиевская церковь. Также здесь строили дома и купцы: Любимовы, Тупицыны, Каменские.
В ноябре 1918 года улицу переименовали в честь Ленина, в 1920 году — в честь Троцкого, а в 1928 году, после того как Троцкий попал в опалу, улицу стали называть Большевистской. После распада СССР появились предложения вернуть улице историческое название, но никаких реальных шагов долгое время не предпринималось. В начале 2010 года городским властям поступило письмо представителей инициативной группы жителей по вопросу о возвращении улице исторического названия. По сведениям представителей инициативной группы, свои подписи в поддержку решения о переименовании улицы отдали более 60 % проживающих на ней жителей. Возвращение исторического названия поддержали также члены Межконфессионального Консультативного Комитета Пермского края, представители Пермской епархии, Духовного управления мусульман Пермского края, Пермского Успенского женского монастыря, Евангелическо-Лютеранской церкви. 16 декабря 2010 года Совет по топонимике при Главе города Пермь единогласно принял решение о возвращении улице исторического названия. Постановлением администрации города Перми № 905 от 24.12.2010 года улица Большевистская официально переименована в Екатерининскую.
В связи с возвращением названия Глава Перми Игорь Шубин отметил:
Екатерининская улица всегда хранила память пермяков о великой Императрице. Для историков и многих пермяков улица Екатерининская является настоящим памятником нематериального культурного наследия города. И памятник этот начал своё восстановление с возвращения улице её исторического имени. Старинное название улицы не потеряло своей сущности – улица Екатерининская символизирует неутраченную историю нашего города.

## Здания и сооружения
- № 32 — Дом Турчевича
- № 38 — Дом семьи Бажановых

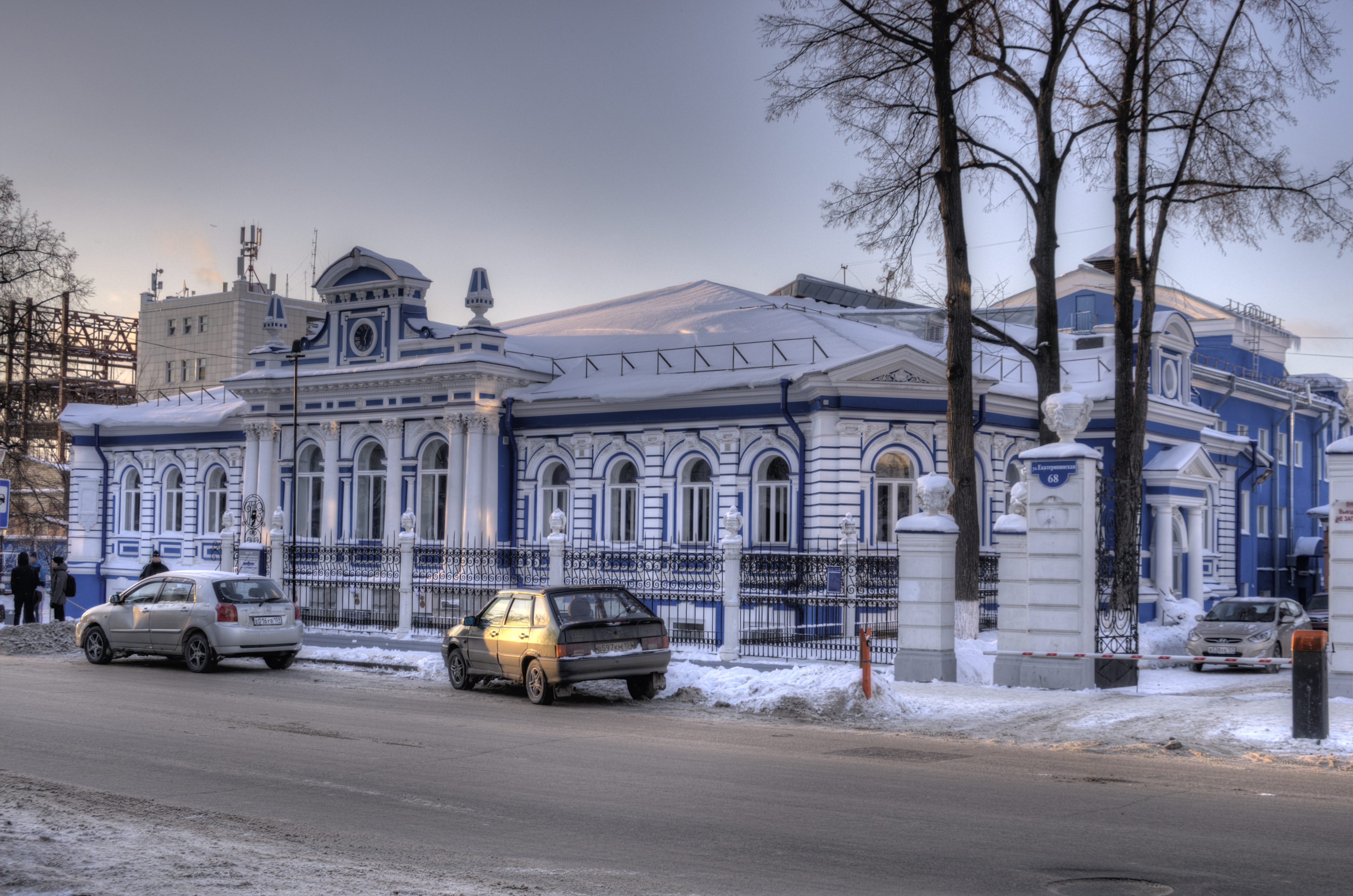
Дом пароходчика Любимова (ныне Театр юного зрителя)

- № 43 — Евангелическо-лютеранская церковь Святой Марии
- № 51 — Дом Горсовета
- № 65 — Доходный дом А. Лейна
- № 68 — Пермский театр юного зрителя
- № 71 — Пермский музыкальный колледж (бывшее Екатерино-Петровское училище)
- № 83 — ТЦ «Алмаз» (угловое здание по ул. Куйбышева, 37)
- № 116 — Центральная пермская синагога
- № 131 — ТЦ «Универсам-Семья» (угловое здание по ул. Борчанинова, 13)
- № 162 — Пермский государственный архив новейшей истории
- № 170 — Вознесенско-Феодосиевская церковь
- № 210 — Дом Тупициных на Екатерининской улице
- № 218 — Гимназия № 4
- № 224 — Городская клиническая больница имени Ф. Х. Граля